# 줄리 엥겔브레히트
줄리 엥겔브레히트(Julie Engelbrecht, 1984년 6월 30일 ~ )는 독일의 텔레비전 배우, 영화배우이다.
파리에서 태어났다.

## 영화
- 메신저 (2019년)
- 라스트 위치 헌터 (2015년) - 위치 퀸 역
- 더 맘바 (2014년)
- 바비큐 (2014년)
- 45 미니츠 투 라말라 (2013년)